# موت قاسي 2
موت قاسي 2 أو المستميت 2 (بالإنجليزية: Die Hard 2)‏ هو فيلم حركة تم إنتاجه في الولايات المتحدة وصدر في سنة 1990، وهو الثاني من سلسلة أفلام موت قاسي. الفيلم من إخراج ريني هارلن من بطولة بروس ويليس ووليام أثرتون وفرانكو نيرو وويليام سادلر وجون أموس.

## القصة
يسيطر إرهابيون يقودهم رجل يدعى كولونيل ستيوارت؛ على غرفة الاتصالات الرئيسية في أحد المطارات، وهي الغرفة التي تتحكم بكل الطائرات التي تصل إلى المطار.
يهدد الإرهابيون بتفجير الطائرات إذا لم يُفرَج عن مجرم خطير من السجن، ويطفئون أضواء ممرات الهبوط لتبقى الطائرات في الجو منتظرة ما يسفر عنه الوضع، فيتوجب على ماكلين الإسراع في إنقاذ المطار قبل نفاد وقود الطائرات وبدء تساقطها وتحطمها.

## الميزانية والإيرادات
بلغت تكلفة إنتاج الفيلم حوالي 70 مليون دولار بينما حقق أرباحا تقدر بـ 240,031,094 دولار.

## وصلات خارجية
- موت قاسي 2 على موقع IMDb (الإنجليزية)
- موت قاسي 2 على موقع ميتاكريتيك (الإنجليزية)
- موت قاسي 2 على موقع الموسوعة البريطانية (الإنجليزية)
- موت قاسي 2 على موقع روتن توميتوز (الإنجليزية)
- موت قاسي 2 على موقع نتفليكس (الإنجليزية)
- موت قاسي 2 على موقع نتفليكس (الإنجليزية)
- موت قاسي 2 على موقع قاعدة بيانات الأفلام العربية
- موت قاسي 2 على موقع ألو سيني (الفرنسية)
- موت قاسي 2 على موقع Turner Classic Movies (الإنجليزية)
- موت قاسي 2 على موقع أول موفي (الإنجليزية)